# Shah Alam
Shah Alam é uma cidade da Malásia, localizada no estado de Selangor, sendo sua capital. Possui uma área de 29,030 hectares, com uma população de 669,894 habitantes (em 2018), sendo a sexta cidade mais populosa do país. Foi a primeira cidade planejada da Malásia, após sua independência.
A cidade abriga a Mesquita Sultão Salahuddin Abdul Aziz, conhecida popularmente como "Mesquita Azul". É considerada a maior mesquita do país e a segunda maior mesquita do Sudeste Asiático.

## História
Até o ano de 1963, Shah Alam era uma plantação de dendê chamada Sungai Renggam, interligada a Petaling Jaya e a Bandar Diraja Klang pela Rodovia Federal. No ano de 1963, Shah Alam foi criada para ser o centro administrativo de Selangor e, em 7 de dezembro de 1978, o sultão de Almarhum, Salahuddin Abdul Aziz Shah Al-Haj declarou Shah Alam capital de Selangor, com uma área de 41,69 km².
Shah Alam passou por muitas expansões, até alcançar uma área de 290,3 km² no ano de 1997. Com seu desenvolvimento e importância, Mohamad Khir Toyo, o 13º Menteri Besar de Selangor declarou Shah Alam como cidade, em 10 de outubro de 2000.

## População
A cidade possui uma população de 669,894 habitantes (em 2018), onde 47% são mulheres. A maioria étnica é de malaios (70.1%), seguido de chineses (17.14%) e indianos (11.4%). Os 1.1% restantes são de outras etnias. A maioria da população se encontra na faixa etária entre 15 e 64 anos (64.4%). Habitantes acima de 64 anos são 2.7% da população, e abaixo dos 15 anos são 32.9%.

## Geografia

### Localização
Shah Alam se localiza na costa oeste da Malásia, e fica 25 quilômetros a sudoeste da capital Kuala Lumpur e a 15 quilômetros do Porto de Klang. A cidade está inserida no Distrito de Petaling e uma parte no Distrito de Klang, e faz fronteira com as cidades de Petaling Jaya e Subang Jaya a leste, com Klang a oeste, Kuala Selangor e Selayang ao norte, e Kuala Langat ao sul.

### Layout
A zona norte possui 18 seções, incluindo as seções U1 e U2 e Kampung Melayu Subang. A zona sul possui 12 seções. A zona central possui 24 seções, e é onde estão localizados todos os edifícios administrativos do estado e a maioria das atividades comerciais da cidade.

## Transporte
Shah Alam possui uma boa conexão com as outras cidades e com a capital Kuala Lumpur através de estradas e vias expressas como a New Klang Valley Expressway (NKVE), North-South Expressway Central Link (ELITE), Guthrie Corridor Expressway (GCE) e Shah Alam Expressway (KESAS). A cidade possui um aeroporto doméstico, o Aeroporto Sultão Abdul Aziz Shah e o aeroporto internacional mais próximo fica na capital Kuala Lumpur. Há duas linhas de trem, a KTM e a MRT, onde a KTM conecta Shah Alam com o lado leste de Kuala Lumpur e com o lado oeste de Klang; e duas linhas de ônibus, LRT2 e LRT3. A cidade possui 24 quilômetros de ciclovia.

## Governo
A cidade é administrada pelo Majlis Bandaraya Shah Alam (Conselho Municipal de Shah Alam), que é subordinada ao Governo do Estado de Selangor. O Conselho Municipal é responsável pela saúde pública, saneamento, remoção e gestão de resíduos, planejamento urbano, proteção ambiental e controle de construção, desenvolvimento social e econômico e funções de manutenção geral da infraestrutura da cidade. A sede fica em Persiaran Perbandaran e possui uma filial em Sungai Buloh, uma em Kota Kemuning e uma em Setia Alam. A estrutura de governança tem em seu topo o prefeito, seguido pelo conselho com 23 membros e em seguida o vice-prefeito. E é dividida em 17 departamentos.